# Aeorestes cinereus
El murciélago ceniciento  o murciélago gris (Aeorestes cinereus) es una especie de murciélago microquiróptero de la familia Vespertilionidae de amplia distribución en América. 

## Descripción
Es un animal solitario, al contrario de la mayoría de los murciélagos no vive en colonias.
Presenta un pelaje largo y grisáceo, con las puntas de los pelos blancas y con zonas amarillentas sobre los codos. Se caracteriza por presentar la zona dorsal del uropatagio cubierta de denso pelaje.

## Distribución
Se encuentra ampliamente distribuido en el Nuevo Mundo, desde Canadá hasta Argentina y Chile, donde habita desde la IV Región de Coquimbo hasta la X Región de Los Lagos, y con poblaciones aisladas en las islas Galápagos y Hawái. En Europa es divagante, habiendo sido registrado en Islandia y las islas Orcadas (Escocia).